# Fly (EP)
Fly es el primer EP de la banda australiana Sick Puppies. Publicado el 3 de marzo de 2003, en Breaking Records. Fue lanzado en 2003 y cuenta con 6 pistas; incluyendo una remezcla de Josh Abrahams, un CD mejorado con la realización del video musical de "Fly" y una versión rara del clip exclusivo de la CD. Es la última revisión que cuentan con Chris Mileski en la batería.

## Lista de canciones
Todas las letras escritas por Shim Moore, toda la música compuesta por Shim Moore, Emma Anzai y Chris Mileski. 
| N.º | Título                                  | Duración |  |
| 1.  | «Fly»                                   | 3:08     |  |
| 2.  | «Alone»                                 | 3:09     |  |
| 3.  | «Evergreen»                             | 3:26     |  |
| 4.  | «Choose»                                | 3:39     |  |
| 5.  | «Fly» (Kosst Amojan mix)                | 4:24     |  |
| 6.  | «Fly» (Josh G Abrahams' very metal mix) | 4:13     |  |

## Personal
- Shim Moore - voz principal, guitarra
- Emma Anzai - bajo, coros
- Chris Mileski - batería